# Betyla fulva
Betyla fulva är en stekelart som beskrevs av Cameron 1889. Betyla fulva ingår i släktet Betyla och familjen hyllhornsteklar. Inga underarter finns listade.